# 대한민국의 3색 화살표 신호등
3색 화살표 신호등은 2011년 4월 20일부터 광화문과 세종로 등 서울시내 11개 교차로에 도입해 시범 운영되던 좌(우)회전 전용 신호등이다. 그러나 부정적 여론이 많아 시행이 무기한 보류되었고, 서울 도심 11곳을 포함해 전국 53곳에 설치된 3색 화살표 신호등 등은 5월 16일부터 모두 철거되었다.

## 목적
대한민국 경찰청은 3색 화살표 신호등의 장점으로 다음 4가지를 들고 있다.
- 좌회전 전용차로에는 3색 화살표 신호등을, 직진 차로에는 3색 신호등을 설치하여 운전자가 자신이 가는 방향의 신호만 보면 됨
- 좌회전 교차로에만 설치되므로 멀리에서도 쉽게 식별 가능
- Y형 교차로 등 진행방향이 불분명한 교차로에 설치되어 기존 직진방향을 명확히 함
- 우회전 통제가 필요한 곳에 설치하여 교통을 효과적으로 관리

## 논란
- 충분한 홍보 없이 갑작스럽게 도입하여 운전자에게 혼란을 준다는 비판을 받고 있다.[4]
- 시범운영을 위한 설치비용은 6,900만원, 다시 원상복구하는 비용은 4,000만원으로 예산 낭비라는 비판이 있었다.[5]

## 같이 보기
- 대한민국의 신호등
- 신호등
- 교통표지